# Noiron-sous-Gevrey
Noiron-sous-Gevrey is een gemeente in het Franse departement Côte-d'Or (regio Bourgogne-Franche-Comté). De plaats maakt deel uit van het arrondissement Dijon. Noiron-sous-Gevrey telde op 1 januari 2022 1.143 inwoners.

## Geografie
De oppervlakte van Noiron-sous-Gevrey bedroeg op 1 januari 2022 6,56 vierkante kilometer; de bevolkingsdichtheid was toen 174,2 inwoners per km².
De onderstaande kaart toont de ligging van Noiron-sous-Gevrey met de belangrijkste infrastructuur en aangrenzende gemeenten.

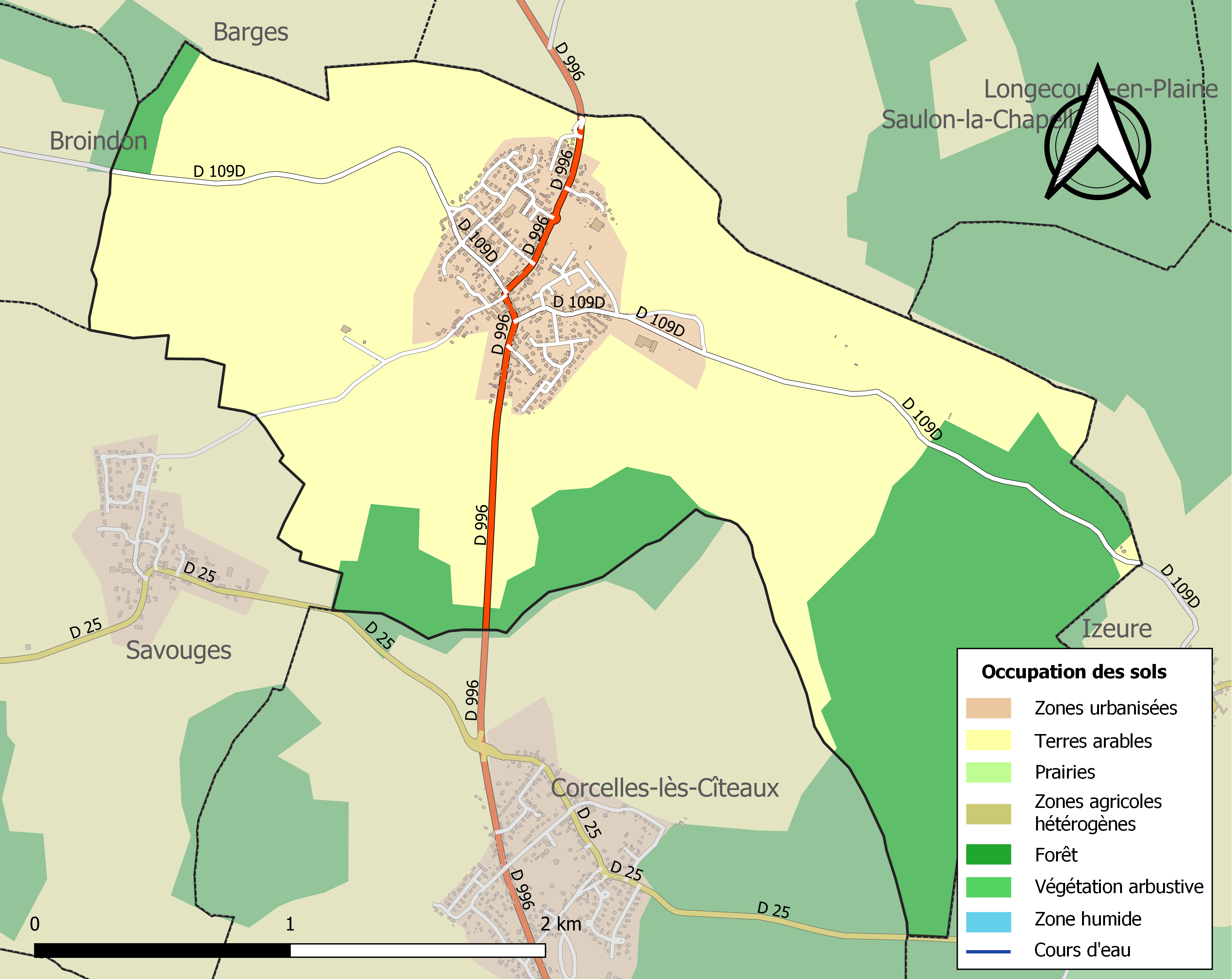

## Demografie
Onderstaande figuur toont het verloop van het inwonertal (bron: INSEE-tellingen).